# Teucrium botrys
Teucrium botrys — вид квіткових рослин родини глухокропивових (Lamiaceae).

## Біоморфологічна характеристика
Це однорічна, рідше дворічна рослина 10–30 см заввишки, гіллясте, неприємно пахне. Стебло і листки залозисто-волосисті. Прямі стебла зазвичай вже розгалужені в нижній половині, рідше прості, часто червонуваті. Листки 1–2-перисті майже до середньої жилки, 1.5–2 см завдовжки, з лицевого боку зелені, з зворотного боку сірі, липкі. Квітки по 1–4 в пазухах верхніх листків. Чашечка злегка двогуба, трубка чашечки залозисто-шерстиста. Віночок з плямами рожевого, білого і пурпурного кольору, ≈ 1 см завдовжки. Тичинок чотири, виступають із трубки віночка. Плоди майже кулясті, 1.5–2 мм завдовжки. 2n=10.

## Поширення
Зростає у Західно-Північній Африці (Алжир, Марокко) та Європі (Австрія, Бельгія, Чехія, Словаччина, Франція, Велика Британія, Угорщина, Італія, Нідерланди, Польща, Румунія, Іспанія, Швейцарія, Україна, колишня Югославія).